# 六户地镇
六户地镇，是中华人民共和国新疆维吾尔自治区昌吉回族自治州玛纳斯县下辖的一个乡镇级行政单位。

## 行政区划
六户地镇下辖以下地区：
和谐社区、土炮营村、杨家道村、三岔坪村、陈家渠村、闯田地村和鸭洼坑村。